# João Coelho de Souza
João Coelho de Souza (10 mars 1884 ? – 24 août 2017) était un Brésilien dont la longévité a suscité une controverse surgie en 2012, où il prétendait avoir atteint l'âge de « 128 ans ». Quelques années plus tard, en 2016, il prétend avoir atteint un record de 131 ans, cet âge n'ayant cependant pas été validé par le Livre Guinness des records ni par le Centre de recherche en gérontologie.

## Biographie
Originaire de la région de Meruoca au Brésil, João Coelho de Souza (vivait avec son épouse de 69 ans plus jeune que l'âge déclaré de João. Il avait une fille de 30 ans, ce qui signifie que si son âge était correct, il l'aurait épousée à 101 ans. Il avait également une petite-fille de 16 ans. Il vivait, durant les dernières années de sa vie, à Sena Madureira, dans la municipalité brésilienne d'Acre.
Coelho a subi un accident vasculaire cérébral quelques années avant sa mort, mais a continué à manger trois repas par jour, ses plats préférés étant le riz, le poisson et la viande. Il est décédé le 24 août 2017 à l'âge déclaré de 133 ans.

## Controverse sur son âge
Il prétendait détenir un acte de naissance daté du 10 mars 1884, mais aucune autorité internationale en matière de validation de l'âge, comme le Groupe de recherche en gérontologie, n'a encore prouvé sa validité. Si cela était exact et qu'il était réellement né à cette date, il aurait dépassé les 131 ans. Cependant, cela est extrêmement improbable, car son âge est bien supérieur à l'âge le plus avancé attesté par les systèmes modernes de validation de l'âge, étant donné que Jeanne Calment a atteint 122 ans et 164 jours en 1997.